# 2078 Nanking
2078 Nanking (1975 AD) là một tiểu hành tinh bay qua Sao Hỏa được phát hiện ngày 12 tháng 1 năm 1975 bởi Đài thiên văn Tử Kim Sơn ở Nanking.